# Han Chang-won
Han Chang-won (韩昌丸) (11 april 1989) is een professional golfer uit Zuid-Korea.
Han won op 19-jarige leeftijd de eerste editie van het Asian Amateur, dat op Mission Hills Golf Club gespeeld werd. Hij kreeg daardoor een wildcard voor de Masters van 2010. Zijn landgenoot, de 17-jarige Byeong-hun An, won het US amateurkampioenschap en kreeg ook een wildcard.
Han studeert nog maar won in januari 2011 de Tourschool van de OneAsia Tour. Hij besloot al professional geworden;

## Gewonnen
- 2009: Asia-Pacific Amateur